# Neoplan K4016td
Neoplan K4016td – autobus miejski produkowany w latach 1998–1999 przez firmę Neoplan Polska.

## Historia modelu
Konstrukcyjnie zbliżony jest do modelu Neoplan Metroliner N4016td, stanowił jego odświeżoną stylistycznie wersję. W przeciwieństwie do pozostałych modeli oferowanych przez Neoplan Polska, nie posiada odpowiednika w ofercie niemieckiego koncernu Gottlob Auwärter, producenta autobusów pod marką "Neoplan".
Produkcja rozpoczęła się w grudniu 1998 roku. Głównym celem opracowania modeli serii K, w tym "Neoplana K4016td", było zebranie doświadczeń przez biuro projektowe firmy Neoplan Polska, przed planowanym wprowadzeniem zupełnie nowych własnych modeli, produkowanych od 1999 roku jako Solaris Urbino. Łącznie powstały 43 sztuki tego modelu. Niektóre elementy po raz pierwszy wprowadzone w autobusach oferowanych przez Neoplan Polska w modelu "K4016td", znalazły zastosowanie w późniejszych konstrukcjach z rodziny Solaris Urbino.
Autobusy serii K były stylizowane przez polską firmę stylistyczną Nc.Art z Sękocina koło Warszawy. Elementy nadwozia tych autobusów powstawały w Warszawie, w piwnicy na ulicy Chłodnej, skąd były przewożone do fabryki firmy Solaris.

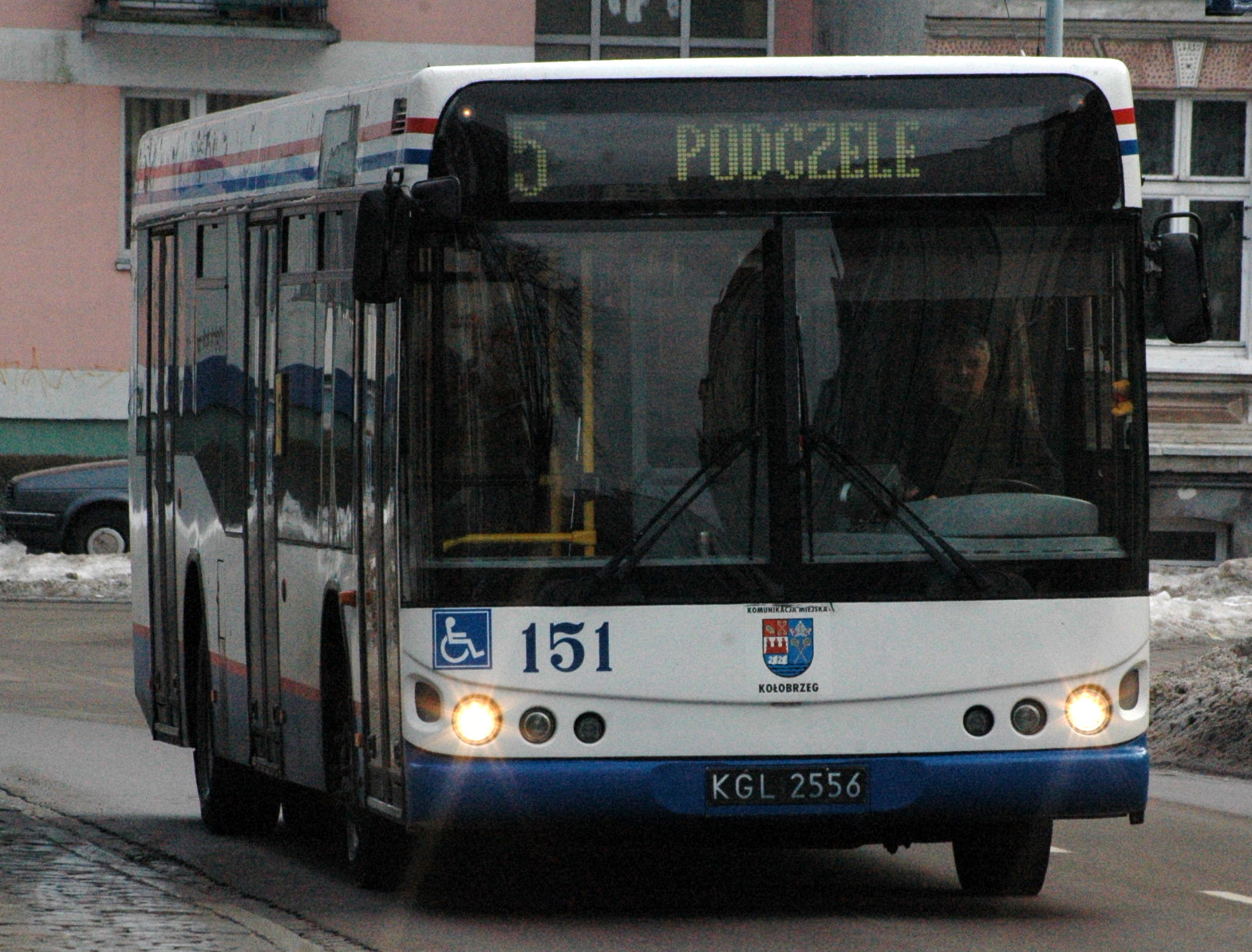
Neoplan K4016td w Kołobrzegu
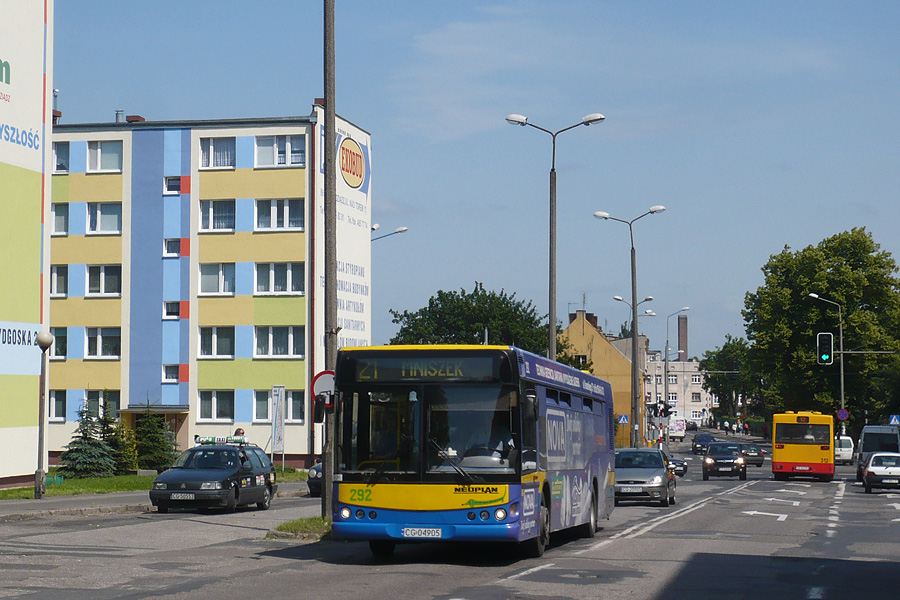
Neoplan K4016td #292 MZK Grudziądz - 2009
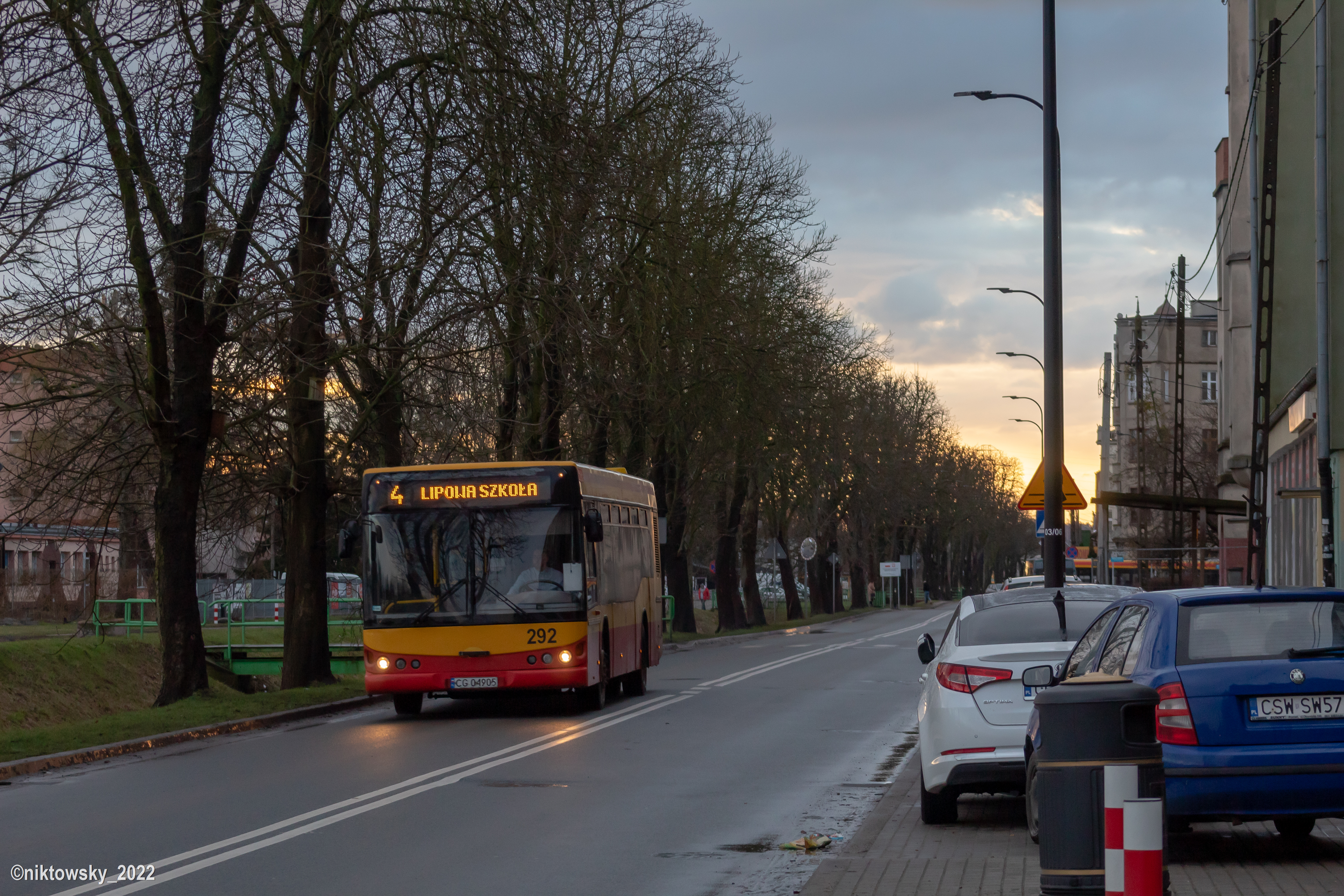
Neoplan K4016td #292 MZK Grudziądz - 2022